# 陳彬 (嘉靖舉人)
陳彬（15世紀—16世紀），字子斐，福建泉州府惠安縣陳庄舖陳埭頭人，明朝政治人物。

## 生平
陳彬以研習易學著名，嘉靖十六年（1537年）中舉人，隆慶年間授餘干教諭，與諸生研習五經，出資協助不能婚葬者；萬曆元年（1573年）陞荔浦知縣，減輕賦稅、減省刑罰，廖峝的瑤族、黎族人互相仇殺，武官打算邀功而稱他們叛亂，上級計劃清剿，他卻力爭說：「只應懲治首事者，不應禍及他人。」議論不合上級而辭官，但清剿一事也擱置，救活活數千人。回鄉後他不修邊幅，親自耕種，以清白教育子孫，荔浦入祀名宦祠。
其子陳雅樂是隆慶四年舉人，任湖口知縣。

## 引用
1. 1 2  雍正《惠安縣志·卷二十四·循良》：陳彬，字子斐，陳庄舖陳埭頭人，以易學著名，嘉靖丁酉舉人，教諭餘干，與諸生講經折藝，其不能婚葬者俸貲資之，陞令荔浦，薄賦輕刑，有廖峝獞黎自相讐殺，武弁欲邀功遽以叛聞，彬力爭招撫，活人以數千計。彬不事邊幅，躬耕澹素清白以詒子孫，荔浦祀之名宦，子雅樂，隆慶庚午舉人，湖口知縣。
2. ↑  嘉慶《平樂府志·卷二十·宦績》：陳彬，惠安人，隆慶五年【萬曆元年】荔浦知縣，時廖峒猺黎朝相仇殺，武弁邀功以叛聞，制府議剿之，彬力爭謂：「首事有主名，不當焚及玉石。」議不合挂冠去，兵事遂得寢，活者數千人。